# Autostrada Tōhoku

Autostrada Tōhoku (jap. 東北自動車道 Tōhoku Jidōsha-dō) – najdłuższa autostrada w Japonii o łącznej długości 679,5 km przebiegająca od Kawaguchi do Aomori przez Tochigi, Fukushimę, Kuriharę, Hachimantai, Kazuno i Kosakę. 
Oznaczenie E4 zostało tej autostradzie nadanie przez japońskie Ministerstwo Ziemi, Infrastruktury, Transportu i Turystyki w roku 2016.

## Przebieg trasy i ograniczenia prędkości
| Odcinek                                                                           | Prędkość maksymalna | Pikietaż           | Długość odcinka |
| --------------------------------------------------------------------------------- | ------------------- | ------------------ | --------------- |
| Węzeł autostradowy Kawaguchi (początek autostrady) - SPO Urawa                    | 80 km/h             | 0 – 5 km           | 5 km            |
| SPO Urawa - parking Zaō                                                           | 100 km/h            | 5 – 304,1 km       | 299,1 km        |
| Parking Zaō - Węzeł autostradowy Izumi                                            | 80 km/h             | 304,1 – 346,1 km   | 42 km           |
| Węzeł autostradowy Izumi - Węzeł autostradowy Ichinoseki                          | 100 km/h            | 346,1 – 420,3 km   | 74,2 km         |
| Węzeł autostradowy Ichinoseki - MOP Maesawa                                       | 80 km/h             | 420,3 – 437,5 km   | 17,2 km         |
| MOP Maesawa - Węzeł autostradowy Nishine                                          | 100 km/h            | 437,5 – 532,2 km   | 94,7 km         |
| Węzeł autostradowy Nishine - Węzeł autostradowy Kosaka (planowany)                | 80 km/h             | 532,2 – 617 km     | 84,8 km         |
| Tunel Sakanashi                                                                   | 70 km/h             | 617 – 621,265 km   | 4,265 km        |
| Tunel Ikarigaseki - Węzeł autostradowy Ōwani-Hirosaki                             | 80 km/h             | 621,265 – 643,7 km | 22,435 km       |
| Węzeł autostradowy Ōwani-Hirosaki - Węzeł autostradowy Aomori (koniec autostrady) | 100 km/h            | 643,7 – 679,5 km   | 35,8 km         |
| Ogółem                                                                            | Ogółem              | Ogółem             | 679,5 km        |